# 劉概
劉概（1474年—1519年），字平甫，湖廣都指揮使司安陸衛（今湖北省鍾祥市）人，明朝政治人物。

## 生平
弘治十一年（1498年）戊午科湖廣鄉試第六名。正德六年（1511年）辛未科進士。授行人。明武宗南巡之爭時，因進諫勸阻而被罰杖刑而亡。兵部員外郎陸震、兵部主事劉校、工部主事何遵、大理寺評事林公黼、行人司副余廷瓚、行人詹軾、孟陽、李紹賢、李惠、王翰、劉平甫、李翰臣，刑部照磨劉玨等十餘人同死於廷杖。
明世宗即位，追贈監察御史。

## 家族
曾祖劉讓，封南京都察院右都御史；祖父劉琮，封右僉都御史贈南京都察院右都御史；父劉洪，曾任南京都察院右都御史。母唐氏 (□）具庆下。兄劉采。弟劉槊（贡士）、劉渠、劉臬（贡士）。